# Dômu Iwa
Der Dômu Iwa (Transkription von japanisch ドーム岩 ‚Kuppelfelsen‘) ist ein 58 m hoher, kuppelförmiger Hügel an der Kronprinz-Olav-Küste des ostantarktischen Königin-Maud-Lands. Er ragt auf der Ostseite der Mündung des Higashi-naga-iwa-Gletschers in die Kosmonautensee auf.
Wissenschaftler einer japanischen Antarktisexpedition nahmen 1981 die Vermessung und seine deskriptive Benennung vor. 